# Corimelaena alpina
Corimelaena alpina är en insektsart som först beskrevs av Mcatee och Malloch 1933.  Corimelaena alpina ingår i släktet Corimelaena och familjen glansskinnbaggar. Inga underarter finns listade i Catalogue of Life.